# Список іменних поїздів Укрзалізниці
Іменні поїзди — склади, що мають власне ім'я, на честь видатних людей, географічних місцевостей, символічних назв тощо. Як правило, такі склади мають будь-які відмінні риси. Спектр таких особливостей може бути широким: від простих табличок на вагонах пасажирських поїздів або всередині їх до повністю оригінального оформлення всіх вагонів або навіть конструктивних відмінностей вагонів складу від звичайних вагонів того ж типу.

## Перелік іменних поїздів
| Іменні поїзди         |                 |      |                                          | |
| Назва                 | №               | Фото | Маршрут сполучення                       | Примітки |
| «Азов»                | 83/84           |      | Маріуполь — Київ                         | Скасований через російське вторгнення в Україну. Курсував щоденно, з 2014 року прямував через Волноваху, Запоріжжя через війну на сході України |
| «Біла акація»         | 25/26 35/36     |      | Одеса — Львів — Ясіня, Перемишль         | З 11 грудня 2017 року подовжено маршрут руху до Яремче, зі зміною формування Одеською залізницею. З 18 січня 2018 року подовжено маршрут руху до Рахова, потім скорочено до Ясіні                                                                                       |
| «Бойківський експрес» | 745/746         |      | Київ — Славське                          | |
| «Буковина»            | 117/118         |      | Київ — Чернівці                          | Скасований |
| «Вечірні зорі»        | 21/22           |      | Харків — Львів                           | Через день, з 10 червня 2023 року скорочений до Львова |
| «Владислав Зубенко»   | 15/16           |      | Харків — Львів / Рахів                   | |
| «Волинь»              | 77/78           |      | Ковель — Москва                          | З 2014 року курсуав в складі групи вагонів з поїздом № 74/73 «Львів — Москва». З 20 травня 2019 року — скасований |
| «Галичина»            | 141/142         |      | Львів — Бахмут                           | Раз в три дні. Через російське вторгнення в Україну скасовано |
| «Галичина»            | 143/144         |      | Ворохта, Івано-Франківськ — Київ         | Скасований |
| «Георгій Береговий»   | 92/91           |      | Полтава — Москва/Новоолексіївка          | Скасований. Курсував в складі групи вагонів до поїздів № 96/95 Кривий Ріг — Москва» та № 82/81 Харків — Ноолексіївка |
| «Гірник»              | 47/48           |      | Донецьк — Севастополь                    | Скасований у 2014 році через війну на сході України та анексію Криму Росією |
| «Голубі озера»        | 58/57           |      | Ковель — Одеса                           | Через день |
| «Гуцульщина»          | 58/57           |      | Ворохта — Київ                           | Щоденно. До 10 грудня 2021 року курсував під № 357/358 до станції Рахів |
| «Дніпро»              | 79/80           |      | Дніпро — Київ                            | Щоденно. З 1 вересня 2023 року маршрут поїзда подовжено до станції Львів |
| «Дніпро-експрес»      | 171/172         |      | Дніпро — Сімферополь                     | Скасований |
| «Дніпровські зорі»    | 794/793         |      | Імені Тараса Шевченка — Харків           | Скасований з 11 грудня 2017 року, натомість призначено поїзд № 127/128 Ковель — Харків (скасований з березня 2020 року) |
| «Донбас»              | 37/38           |      | Донецьк — Київ                           | Скасований у 2014 році через війну на сході України |
| «Десна»               | 81/82           |      | Київ — Ужгород                           | Щоденно |
| «Дукла»               | 7/8             |      | Київ —Чоп                                | Скасований 27 травня 2013 року |
| «Дунай»               | 145/146         |      | Київ — Ізмаїл                            | Скасований через руйнування російськими окупантами пійдйомного мосту у Затоці |
| «Єдність»             | 2/1             |      | Харків —Івано-Франківськ                 | Через російське вторгнення в Україну скорочений до Харкова З 15 грудня 2024 року змінено номер з № 1/2 на № 123/124 |
| «Закарпаття»          | 99/100          |      | Ужгород — Київ                           | Скасований з 11 грудня 2017 року, натомість призначений поїзд № 45/46 Ужгород — Лисичанськ |
| «Запоріжжя»           | 71/72           |      | Запоріжжя — Київ                         | Щоденно |
| «Західний експрес»    | 12/11           |      | Львів — Одеса                            | Щоденно, призначений з 29 жовтня 2017 року |
| «Іван Кожедуб»        | 118/117         |      | Суми — Москва                            | Скасований |
| «Каштан»              | 26/25           |      | Київ — Кисловодськ                       | Скасований |
| «Каштан»              | 29/30           |      | Київ — Берлін                            | Скасований 30 вересня 2012 року, натомість призначений поїзд № 67/68 Київ — Варшава |
| «Київ»                | 4/3             |      | Київ — Москва                            | Скасований з лютого 2014 року через зниженням пасажиропотоку |
| «Київ-Експрес»        | 67/68           |      | Київ — Варшава                           | Щоденно |
| «Кобзар»              | 49/50           |      | Київ — Трускавець                        | Щоденно |
| «Криворіжжя»          | 75/76           |      | Кривий Ріг — Київ                        | Щоденно |
| «Крим»                | 67/68           |      | Сімферополь — Москва                     | Скасований з 27 грудня 2014 року, через анексію Криму Росією |
| «Либідь»              | 53/54           |      | Київ — Санкт-Петербург                   | Скасований з березня 2020 року. Курсував через день з групою вагонів безпересадкового сполучення Харків — Санкт-Петербург, група вагонів Дніпро — Санкт-Петербург скасована з листопада 2019 року                                                                       |
| «Лісова пісня»        | 88/87           |      | Ковель — Новоолексіївка                  | Через російське вторгнення в Україну маршрут поїзда обмежено до станції Запоріжжя I. До 26 грудня 2014 року прямував до станції Сімферополь, скорочений з 27 грудня 2014 року через анексію Криму Росією до станції Новоолексіївка                                      |
| «Лтава»               | 179/180         |      | Полтава — Київ                           | Скасований |
| «Лугань»              | 19/20           |      | Луганськ — Київ                          | Скасований у 2014 році через війну на сході України. З 7 жовтня 2018 року призначений нічний експрес № 20/19 Київ — Лисичанськ |
| «Львів»               | 91/92           |      | Львів — Київ                             | Щоденно |
| «Львівський експрес»  | 51/52           |      | Львів — Вроцлав / Варшава                | Скасований |
| «Львів»               | 147/148         |      | Львів — Київ                             | Скасований |
| «Максим Яровець»      | 138/137         |      | Хмельницький — Лисичанськ                | Скасований через російське вторгнення в Україну. Курсував щоденно. Перший рейс під іменною назвою поїзд здійснив 11 березня 2020 року |
| «Маяк»                | 116/115—136/135 |      | Київ — Бердянськ, Покровськ              | Скасований через російське вторгнення в Україну |
| «Миколаїв»            | 121/122         |      | Херсон — Київ                            | З 9 грудня 2018 по 26 жовтня 2020 року подовжено маршрут руху до станції Рівне Зараз продовжений до станції Херсон |
| «Микола Конарєв»      | 19/20           |      | Харків — Москва                          | Скасований з 8 грудня 2019 року через низький пасажиропотік |
| «Мрія»                | 17/18           |      | Харків — Ужгород                         | Через день |
| «Нічний експрес»      | 3/4             |      | Запоріжжя — Ужгород                      | Через день |
| «Молода гвардія»      | 126/125         |      | Костянтинівка — Київ                     | Скасований. У 2014 році через війну на сході України скорочений з Луганська до Костянтинівки |
| «Оберіг»              | 63/64           |      | Харків — Львів                           | Щоденно. З 1 вересня 2023 року маршрут поїзда подовжено до станції Львів |
| «Одеса»               | 23/24           |      | Одеса — Москва                           | Скасований з березня 2020 року. Курсував через день з 5 лютого 2019 року |
| «Пальміра»            | 7/8             |      | Харків Одеса                             | Щоденно |
| «Придніпров'я»        | 106/105         |      | Дніпро — Москва                          | Скасований з березня 2020 року. Курсував щоденно (до 13 грудня 2015 року курсував під № 16/15), згодом курсував як група вагонів до поїзда № 96/95 Кривий Ріг — Москва і щопонеділка — вагон безпересадкового сполучення до поїзда № 369 Дніпро — Баку (нині скасовані) |
| «Стефанія Експрес»    | 43/44           |      | Івано-Франківськ — Черкаси               | Щоденно. З 10 червня 2023 року маршрут поїзда подовжено до станції Черкаси |
| «Південний експрес»   | 798/797         |      | Одеса — Вінниця, Житомир                 | Через день, влітку щоденно — маршрут поїзда подовжувався до станції Житомир |
| «Південний експрес»   | 175/176         |      | Харків — Сімферополь                     | Призначався до 2013 року на літній період. Скасований з 2014 року через анексію Криму Росією |
| «Поділля»             | 55/56           |      | Хмельницький — Москва                    | Скасований. У 2019 році перетворений у ВБС |
| «Подільський експрес» | 757/758         |      | Київ — Могилів-Подільський               | Щоденно |
| «Подільський експрес» | 769/770         |      | Київ — Кам'янець-Подільський             | Скасований |
| «Приазов'я»           | 9/10            |      | Маріуполь — Київ                         | Скасований через російське вторгнення в Україну |
| «Світязь»             | 98/97           |      | Ковель — Київ                            | Щоденно |
| «Севастополець»       | 28/27           |      | Севастополь — Київ                       | Скасований з 27 грудня 2014 року через анексію Криму Росією |
| «Севастополь»         | 39/40           |      | Севастополь — Київ                       | Скасований з 27 грудня 2014 року через анексію Криму Росією |
| «Скіфія»              | 53/54           |      | Дніпро — Одеса                           | Через день, влітку — щоденно |
| «Славутич»            | 11/12           |      | Київ — Новоолексіївка                    | Скасований через російське вторгнення в Україну. До 26 грудня 2014 року прямував до ст. Сімферополь, через анексію Криму Росією обмежений рух до станції Новоолексіївка                                                                                                 |
| «Слобожанщина»        | 111/112         |      | Харків — Львів                           | Скасований |
| «Столичний експрес»   | 1/2             |      | Київ — Москва                            | У зв'язку з падінням пасажиропотоку багатьох поїздів Московського напрямку до 20-30%, за ініціативою РЗ поїзд було переведено на графік «через день». Скасований з 2014 року.                                                                                           |
| «Столичний експрес»   | 771/772         |      | Київ — Хмельницький                      | Щоденно |
| «Столичний експрес»   | 790/789         |      | Київ — Кропивницький                     | Щоденно, група з поїздом № 792/791 |
| «Столичний експрес»   | 792/791         |      | Київ — Кременчук                         | Щоденно, група з поїздом № 790/789 |
| «Столичний експрес»   | 782/781         |      | Київ — Черкаси                           | Щоденно |
| «Столичний експрес»   | 767/768         |      | Київ — Луцьк                             | Скасований у 2017 році |
| «Таврія»              | 317/318         |      | Запоріжжя — Одеса                        | Скасований з 25 жовтня 2020 року |
| «Таврія»              | 310/309         |      | Сімферополь — Одеса                      | Скасований 2014 року. |
| «Троянда Донбасу»     | 9/10            |      | Донецьк — Москва                         | Скасований у 2014 році, через війну на сході України |
| «Тясмин»              | 95/96           |      | Черкаси — Львів                          | Скасований з 11 грудня 2021 року |
| «Україна»             | 5/6             |      | Київ — Москва                            | Щоденно |
| «Хаджибей»            | 107/108         |      | Одеса — Ужгород                          | Скасований |
| «Харків»              | 81/82           |      | Харків — Новоолексіївка                  | Скасований через російське вторгнення в Україну. До 26 грудня 2014 року прямував до Сімферополя. З 27 грудня 2014 року, через анексію Криму Росією, прямує до станції Новоолексіївка з групою вагонів Полтава — Новоолексіївка                                          |
| «Чайка»               | 59/60           |      | Одеса — Харків                           | Через день, влітку — щоденно |
| «Чорномор»            | 136/135         |      | Білгород-Дністровський, Одеса — Чернівці | Через день, влітку — щоденно до станції Білгород-Дністровський |
| «Чорноморець»         | 106/105         |      | Одеса — Київ                             | Щоденно |
| «Чотири столиці»      | 31/32           |      | Київ — Рига                              | Скасований з березня 2020 року, курсував 1 раз на 4 дні |
| "Транскарпатія"       | 9/10            |      | Київ — Будапешт                          | Щоденно, курсує з 15 грудня 2024 року |